# Kaempferia candida
Kaempferia candida är en enhjärtbladig växtart som beskrevs av Nathaniel Wallich. Kaempferia candida ingår i släktet Kaempferia och familjen Zingiberaceae. Inga underarter finns listade i Catalogue of Life.